# پیتزو ارا
پیتزو اررا (به لاتین: Pizzo Erra) یک کوه در سوئیس است که در کانتون تیچینو واقع شده‌است. پیتزو اررا ۲٬۴۱۶ متر بالاتر از سطح دریا واقع شده‌است.